# Erik Karlsen
Erik Juel Eid Karlsen (26 luglio 1953) è un ex calciatore norvegese, di ruolo attaccante.

## Carriera

### Giocatore

#### Club
Karlsen cominciò la carriera con la maglia dello Strømmen. Vestì poi la casacca del Lillestrøm dal 1973 al 1977, vincendo due campionati (1976 e 1977) e una Norgesmesterskapet (1977). Giocò poi un biennio nel Vålerengen, prima di tornare al Lillestrøm nel 1980. L'anno seguente tornò allo Strømmen, dove chiuse la carriera.

#### Nazionale
Conta una presenza per la Norvegia. Il 26 maggio 1977, infatti, fu in campo nella sconfitta per 1-0 contro la Svezia.

### Allenatore
Nel 1989, fu allenatore del Sørumsand.

## Palmarès

### Club

#### Competizioni nazionali
- Campionato norvegese: 2

Lillestrøm: 1976, 1977
- Coppa di Norvegia: 1

Lillestrøm: 1977